# Sanched
Sanched, Sanchet o Sanché es un despoblado situado en el actual término municipal de Muniesa Moneva (Campo de Belchite).

## Geografía
Se encuentra casi en la frontera provincial entre Teruel y Zaragoza, entre Blesa y Moneva, siguiendo el río Aguasvivas yendo aguas abajo desde Blesa.

## Historia
Es citado en textos de 1280. Antonio Ubieto Arteta recoge su adscripción al arciprestazgo de Belchite del obispado de Zaragoza, si bien Josep Rius Sierra en su trabajo indica que no llegaba al mínimo para tributar por lo que debía ser un asentamiento menor. Otros autores comentan la existencia de varias alquerías de origen musulmán en una zona de frontera, a lo que podría adscribirse Sanchet.
Se despobló hacia finales del siglo XIII o en el siglo XIV, probablemente por los brotes epidémicos de peste negra que asolaron la región. En algún momento pasó a propiedad del comendador de Alcañiz, que en 1333 lo vendió al Señorío de Huesa, a la que perteneció desde entonces. Autores posteriores como Toribio del Campillo y Casamor o Pascual Madoz la mencionan siempre como una pardina despoblada de Moneva cerca de los límites con Blesa.

## Toponimia
En la lista de diezmos de 1279-1280 se escribía Sancet y en el Fogaje de 1495 se escribía Sanchet. En el siglo XVII se escribía Sanched, por ejemplo en un texto de 1683:

Otra pieza de tierra en Sanched, término de dicho lugar de Moneva

A menudo se pronuncia Sanché.

## Monumentos
- Ermita de Sanched, a la que se celebra una romería el 3 de mayo.[2]
- Molino del Arrocau o Arrocado[cita requerida]